# Селова
Селова је насеље у Србији у општини Куршумлија у Топличком округу. Према попису из 2022. било је 25 становника (према попису из 1991. било је 133 становника).
У селу је 1986. године започета изградња бране на Топлици. Кроз место пролази магистрални пут Куршумлија—Мерћез—Блажево—Брзеће.

## Демографија
У насељу Селова живи 155 пунолетних становника, а просечна старост становништва износи 49.4 година (45.8 код мушкараца и 53.3 код жена). У насељу има 80 домаћинстава, а просечан број чланова по домаћинству је 2.25.
Ово насеље је великим делом насељено Србима (према попису из 2002. године).
|  |

| Демографија | Демографија | Демографија |
| Година      | Становника  | Становника  |
| ----------- | ----------- | ----------- |
| 1948.       | 424         |             |
| 1953.       | 447         |             |
| 1961.       | 428         |             |
| 1971.       | 338         |             |
| 1981.       | 208         |             |
| 1991.       | 133         | 132         |
| 2002.       | 180         | 180         |

| Етнички састав према попису из 2002.‍ | Етнички састав према попису из 2002.‍ | Етнички састав према попису из 2002.‍ | Етнички састав према попису из 2002.‍ | Етнички састав према попису из 2002.‍ |
| ------------------------------------ | ------------------------------------ | ------------------------------------ | ------------------------------------ | ------------------------------------ |
|                                      |                                      |                                      |                                      |                                      |
| Срби                                 | Срби                                 |                                      | 179                                  | 99,44%                               |
| непознато                            | непознато                            |                                      | 0                                    | 0,0%                                 |

| Година пописа     | 1948. | 1953. | 1961. | 1971. | 1981. | 1991. | 2002. |
| ----------------- | ----- | ----- | ----- | ----- | ----- | ----- | ----- |
| Број домаћинстава | 52    | 56    | 65    | 67    | 63    | 55    | 80    |

| Број чланова      | 1  | 2  | 3  | 4 | 5 | 6 | 7 | 8 | 9 | 10 и више | Просек |
| ----------------- | -- | -- | -- | - | - | - | - | - | - | --------- | ------ |
| Број домаћинстава | 30 | 26 | 11 | 5 | 4 | 3 | 1 | 0 | 0 | 0         | 2,25   |

| Пол    | Укупно | Неожењен/Неудата | Ожењен/Удата | Удовац/Удовица | Разведен/Разведена | Непознато |
| ------ | ------ | ---------------- | ------------ | -------------- | ------------------ | --------- |
| Мушки  | 82     | 25               | 46           | 11             | 0                  | 0         |
| Женски | 77     | 10               | 46           | 18             | 3                  | 0         |
| УКУПНО | 159    | 35               | 92           | 29             | 3                  | 0         |

| Пол    | Укупно                    | Пољопривреда, лов и шумарство | Рибарство                            | Вађење руде и камена | Прерађивачка индустрија       |
| ------ | ------------------------- | ----------------------------- | ------------------------------------ | -------------------- | ----------------------------- |
| Мушки  | 27                        | 22                            | 0                                    | 0                    | 3                             |
| Женски | 8                         | 7                             | 0                                    | 0                    | 0                             |
| УКУПНО | 35                        | 29                            | 0                                    | 0                    | 3                             |
| Пол    | Производња и снабдевање   | Грађевинарство                | Трговина                             | Хотели и ресторани   | Саобраћај, складиштење и везе |
| Мушки  | 0                         | 2                             | 0                                    | 0                    | 0                             |
| Женски | 0                         | 0                             | 0                                    | 0                    | 0                             |
| УКУПНО | 0                         | 2                             | 0                                    | 0                    | 0                             |
| Пол    | Финансијско посредовање   | Некретнине                    | Државна управа и одбрана             | Образовање           | Здравствени и социјални рад   |
| Мушки  | 0                         | 0                             | 0                                    | 0                    | 0                             |
| Женски | 0                         | 0                             | 0                                    | 0                    | 0                             |
| УКУПНО | 0                         | 0                             | 0                                    | 0                    | 0                             |
| Пол    | Остале услужне активности | Приватна домаћинства          | Екстериторијалне организације и тела | Непознато            | Непознато                     |
| Мушки  | 0                         | 0                             | 0                                    | 0                    | 0                             |
| Женски | 0                         | 0                             | 0                                    | 1                    | 1                             |
| УКУПНО | 0                         | 0                             | 0                                    | 1                    | 1                             |